# Andreas Thuresson
Andreas Thuresson (ur. 18 listopada 1987 w Kristianstad) – szwedzki hokeista występujący na pozycji środkowego napastnika w SCL Tigers z National League (NLA). Wybrany przez drużynę Nashville Predators ze 144. numerem w NHL Entry Draft 2007. Reprezentant Szwecji.

## Kariera
Thuresson został wydraftowany w piątej rundzie NHL Entry Draft 2007 przez Nashville Predators (144. numer). Swoją pierwszą bramkę w NHL zdobył 31 grudnia 2009, pokonując Mathieu Garona z Columbus Blue Jackets. 2 lipca 2011 roku został oddany do New York Rangers w zamian za Brodie'ego Duponta. W trakcie sezonu 2011-12 został odesłany do Connecticut Whale, afiliacji drużyny z Nowego Jorku. Po zdobyciu zaledwie 21 punktów w 73 spotkaniach, po zakończeniu sezonu wrócił do Szwecji i 18 maja 2012 podpisał roczny kontrakt z Brynäs IF. W lipcu 2014 związał się z występującym w KHL Sibirem Nowosybirsk. W trakcie sezonu rozstał się z drużyną Sibiru i trafił do Siewierstali Czerepowiec. Po 8 latach w 2015 roku wrócił do występującej w SHL drużyny Malmö Redhawks. 5 czerwca 2017 przeniósł się do występującego w KHL Kunlun Red Star. W grudniu 2017 podpisał kontrakt z SCL Tigers z National League.
W dorosłej reprezentacji Szwecji zadebiutował podczas mistrzostw świata 2015; wystąpił w jednym spotkaniu.

## Statystyki

### Sezon zasadniczy i play-off
| 2003–04     | Malmö Redhawks          | J20         | 19 | 2  | 2  | 4  | 16 | 8  | 0 | 0 | 0 | 6  |
| 2004–05     | Malmö Redhawks          | J20         | 30 | 4  | 4  | 8  | 28 | 3  | 2 | 1 | 3 | 2  |
| 2005–06     | Malmö Redhawks          | J20         | 38 | 15 | 18 | 33 | 71 | —  | — | — | — | —  |
| 2005–06     | Malmö Redhawks          | Allsv       | 19 | 0  | 2  | 2  | 10 | 1  | 0 | 0 | 0 | 0  |
| 2006–07     | Malmö Redhawks          | SEL         | 48 | 10 | 5  | 15 | 26 | —  | — | — | — | —  |
| 2007–08     | Milwaukee Admirals      | AHL         | 77 | 11 | 7  | 18 | 37 | 6  | 0 | 0 | 0 | 4  |
| 2008–09     | Milwaukee Admirals      | AHL         | 74 | 14 | 15 | 29 | 32 | 11 | 3 | 1 | 4 | 4  |
| 2009–10     | Milwaukee Admirals      | AHL         | 50 | 14 | 19 | 33 | 24 | 7  | 2 | 7 | 9 | 16 |
| 2009–10     | Nashville Predators     | NHL         | 22 | 1  | 2  | 3  | 4  | —  | — | — | — | —  |
| 2010–11     | Milwaukee Admirals      | AHL         | 76 | 14 | 24 | 38 | 41 | 13 | 3 | 3 | 6 | 10 |
| 2010–11     | Nashville Predators     | NHL         | 3  | 0  | 0  | 0  | 2  | —  | — | — | — | —  |
| 2011–12     | Connecticut Whale       | AHL         | 73 | 13 | 8  | 21 | 40 | 9  | 1 | 2 | 3 | 0  |
| 2012–13     | Brynäs IF               | SEL         | 48 | 11 | 8  | 19 | 50 | 4  | 0 | 1 | 1 | 12 |
| 2013–14     | Brynäs IF               | SHL         | 52 | 17 | 20 | 37 | 61 | 4  | 0 | 2 | 2 | 4  |
| 2014–15     | Sibir Nowosybirsk       | KHL         | 21 | 8  | 7  | 15 | 10 | —  | — | — | — | —  |
| 2014–15     | Siewierstal Czerepowiec | KHL         | 26 | 7  | 3  | 10 | 16 | —  | — | — | — | —  |
| 2015–16     | Malmö Redhawks          | SHL         | 42 | 14 | 10 | 24 | 55 | —  | — | — | — | —  |
| 2016–17     | Malmö Redhawks          | SHL         | 51 | 12 | 21 | 33 | 18 | 10 | 4 | 1 | 5 | 4  |
| 2017–18     | Kunlun Red Star         | KHL         | 29 | 1  | 3  | 4  | 10 | —  | — | — | — | —  |
| 2017–18     | SCL Tigers              | NLA         | 22 | 7  | 6  | 13 | 12 | —  | — | — | — | —  |
| NHL łącznie | NHL łącznie             | NHL łącznie | 25 | 1  | 2  | 3  | 6  | —  | — | — | — | —  |

### Międzynarodowe
| Rok                | Drużyna            | Turniej            | Wynik              | M | G | A | Pkt | Min |
| ------------------ | ------------------ | ------------------ | ------------------ | - | - | - | --- | --- |
| 2007               | Szwecja            | MŚJ                | 4                  | 7 | 1 | 2 | 3   | 4   |
| 2015               | Szwecja            | MŚ                 | 5                  | 1 | 0 | 0 | 0   | 0   |
| Juniorskie łącznie | Juniorskie łącznie | Juniorskie łącznie | Juniorskie łącznie | 7 | 1 | 2 | 3   | 4   |
| Seniorskie łącznie | Seniorskie łącznie | Seniorskie łącznie | Seniorskie łącznie | 1 | 0 | 0 | 0   | 0   |